# ويليام مارشال (ممثل)
ويليام مارشال (بالإنجليزية: William Marshall)‏ هو مغني أوبرا وممثل أمريكي، ولد في 19 أغسطس 1924 في الولايات المتحدة، وتوفي في 11 يونيو 2003 بلوس أنجلوس في الولايات المتحدة.

## وصلات خارجية
- ويليام مارشال على موقع IMDb (الإنجليزية)
- ويليام مارشال على موقع قاعدة بيانات برودواي على الإنترنت (الإنجليزية)
- ويليام مارشال على موقع قاعدة بيانات الفيلم (الإنجليزية)